# Фролов Костянтин Васильович
Костянтин Васильович Фролов (22 липня 1932, селище Пєсочня, тепер місто Кіров Калузької області, Росія — 18 листопада 2007, місто Москва) — радянський і російський вчений, віцепрезидент АН СРСР і РАН, творець наукової школи, фахівець в області машинознавства і машинобудування, директор Інституту машинознавства імені А. Благонравова Академії наук СРСР. Кандидат у члени ЦК КПРС у 1986—1989 роках. Член ЦК КПРС у 1989—1990 роках. Народний депутат СРСР (1989—1991). Доктор технічних наук (1970), професор (1971). Член-кореспондент Академії наук СРСР (з 23.12.1976). Академік Академії наук СРСР (Російської академії наук) (з 26.12.1984). Академік Всесоюзної академії сільськогосподарських наук імені Леніна (Російської академії сільськогосподарських наук) (з 1985). Почесний президент Російської інженерної академії. Герой Соціалістичної Праці (30.12.1990).

## Життєпис
Народився в родині службовців. Закінчив сім класів школи. З 1946 року працював учнем слюсаря, слюсарем заводу міста Кірова Калузької області.
Потім навчався в Людиновському машинобудівному технікумі, де працював також лаборантом лабораторії фізики та електротехніки. Одночасно склав іспити в технікумі і за 10-й клас загальноосвітньої школи і вступив до Брянського інституту транспортного машинобудування.
У 1956 році закінчив Брянський інститут транспортного машинобудування.
У 1956—1958 роках працював інженером-дослідником, старшим інженером лабораторії Ленінградського металевого заводу, де займався випробуванням гідротурбін.
У 1958—1961 роках — аспірант Інституту машинобудування АН СРСР. У 1962 році захистив дисертацію на здобуття наукового ступеня кандидата технічних наук на тему «Вплив властивостей джерела енергії на коливання автономних систем».
У 1961—1975 роках — молодший науковий співробітник, старший науковий співробітник, завідувач лабораторії вібраційної техніки Інституту машинобудування імені А. Благонравова АН СРСР.
У 1961—1976 роках викладав на кафедрі теоретичної механіки і теорії машин та механізмів Московського технологічного інституту легкої промисловості, в 1973—1976 роках завідував цією кафедрою. З 1976 року — завідувач кафедри теорії машин і механізмів Московського вищого технічного училища імені Баумана. З 1977 року був головним редактором журналів «Машинознавство», «Поверхність: фізика, хімія, механіка», «Прикладна математика і механіка».
Член КПРС з 1965 року.
У 1968 році захистив дисертацію на здобуття наукового ступеня доктора технічних наук на тему «Коливання в машинах зі змінними параметрами в додатку до динамку силового гідроприводу».
У 1975—1980 роках — директор Державного науково-дослідного інституту машинобудування імені А. Благонравова. У 1980—2007 роках — директор Інституту машинобудування імені А. Благонравова АН СРСР
З 15 березня 1985 по 1 листопада 1996 року — віцепрезидент АН СРСР і РАН. 
У 1985-1992 роках — академік-секретар відділення проблем машинобудування, механіки і процесів управління АН СРСР. З 1985 року — член Президії АН СРСР і РАН, в 2002-2007 роках — заступник академіка-секретаря відділення енергетики, машинобудування, механіки і процесів управління РАН. З 1986 року — генеральний директор МНТК «Надійність машин», голова Комітету з розвитку співробітництва РАН з країнами Далекосхідного регіону в галузі природничих та технічних наук.
Указом Президента СРСР від 30 грудня 1990 року за великі заслуги в створенні і проведенні випробувань багаторазової ракетно-космічної системи «Енергія—Буран» Фролову Костянтину Васильовичу присвоєно звання Героя Соціалістичної Праці з врученням ордена Леніна і золотої медалі «Серп і Молот».
У 1990—1991 роках — голова Всесоюзного товариства «Знання».
Автор понад 400 наукових робіт, в тому числі 12 монографій. Обирався президентом Міжнародного фонду «Знання» імені Вавілова, членом низки зарубіжних академій, в тому числі США, Швеції, Норвегії, Великої Британії та інших країн, був чинним і почесним професором ряду провідних вітчизняних і зарубіжних університетів.
Результати наукової діяльності академіка Фролова стали основою підвищення обороноздатності СРСР і Росії та використані в державних проєктах цивільного і оборонного призначення при створенні літальних апаратів нових поколінь, водневих ракетних двигунів, атомних енергетичних реакторів, забезпеченні невидимості підводних об'єктів.
Помер 18 листопада 2007 року. Похований на Троєкуровському цвинтарі в Москві.

## Нагороди і звання
- Герой Соціалістичної Праці (30.12.1990)
- два ордени Леніна (20.08.1986, 30.12.1990)
- орден Трудового Червоного Прапора (13.05.1981)
- орден «За заслуги перед Вітчизною» ІІ ст. (Російська Федерація) (3.11.2007)
- орден «За заслуги перед Вітчизною» ІІІ ст. (Російська Федерація) (18.06.1999)
- медалі
- Ленінська премія (1988)
- Державна премія СРСР (1986)
- Премія Ради Міністрів СРСР (1983, 1990)
- Премія Уряду Російської Федерації (1998, 2000, 2001)